# Stefan Michno
Stefan Michno, ps. „Mirski” (ur. 24 grudnia 1893 w Brzeźnicy, zm. 30 października 1974) – podpułkownik piechoty Wojska Polskiego, kawaler Orderu Virtuti Militari.

## Życiorys
Urodził się 24 grudnia 1893 w Brzeźnicy, w ówczesnym powiecie wadowickim Królestwa Galicji i Lodomerii, w rodzinie Wincentego.
1 grudnia 1924 został mianowany majorem ze starszeństwem z 15 sierpnia 1924 i 215. lokatą w korpusie oficerów piechoty. Z dniem 1 maja 1925 został przydzielony do Oddziału I Sztabu Generalnego na stanowisko referenta. W czerwcu 1933 został przeniesiony z Departamentu Uzupełnień Ministerstwa Spraw Wojskowych do Powiatowej Komendy Uzupełnień Nowy Sącz w celu odbycia praktyki w służbie uzupełnień. Po przeniesieniu ppłk. Pawła Jurackiego w stan spoczynku (30 listopada 1933) pełnił obowiązki komendanta PKU Nowy Sącz. W czerwcu 1934 został zatwierdzony na stanowisku komendanta. W lipcu 1935 został zwolniony z zajmowanego stanowiska i oddany do dyspozycji dowódcy Okręgu Korpusu Nr V. W tym samym roku został przeniesiony w stan spoczynku.
W czasie kampanii wrześniowej 1939 był szefem sztabu Grupy „Dniestr”.
Zmarł 30 października 1974 . Został pochowany na cmentarzu South Ealing w Londynie .

## Ordery i odznaczenia
- Krzyż Srebrny Orderu Wojskowego Virtuti Militari – 23 lutego 1921[9][10]
- Krzyż Niepodległości – 6 czerwca 1931[11]
- Krzyż Walecznych dwukrotnie[12]
- Złoty Krzyż Zasługi[12]
- Medal Zwycięstwa („Médaille Interalliée”)[13]
- Odznaka Pamiątkowa Więźniów Ideowych[1]